# Swedish Match

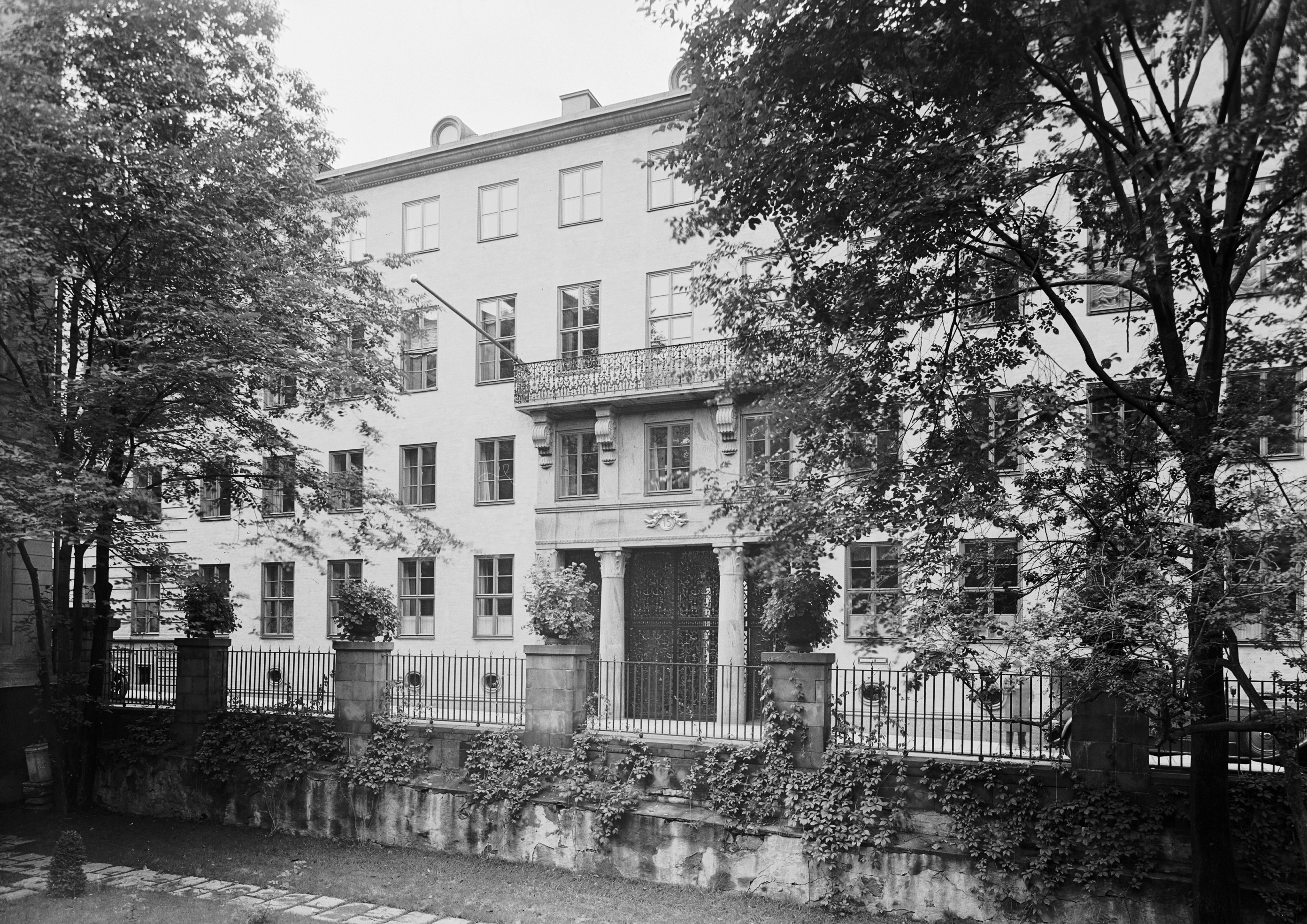
Tändstickspalatsets fasad mot öst sedd från den numera igenbyggda ”De Geerska parterren”, 1930-tal.

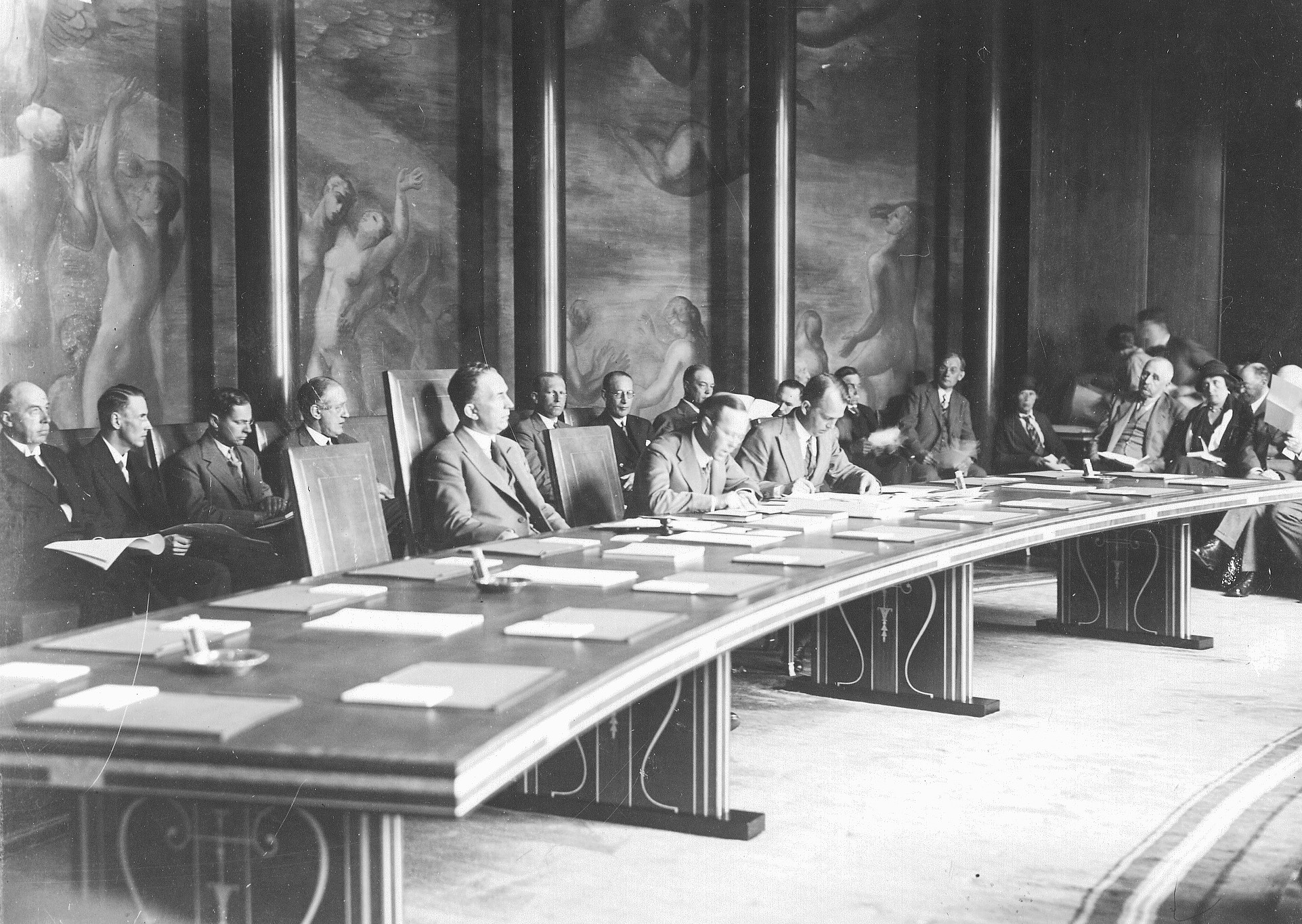
Tändstickspalatsets sessionssal med Assar Gabrielsson på ordförandeplatsen efter Kreugerkraschen, 1930-tal.

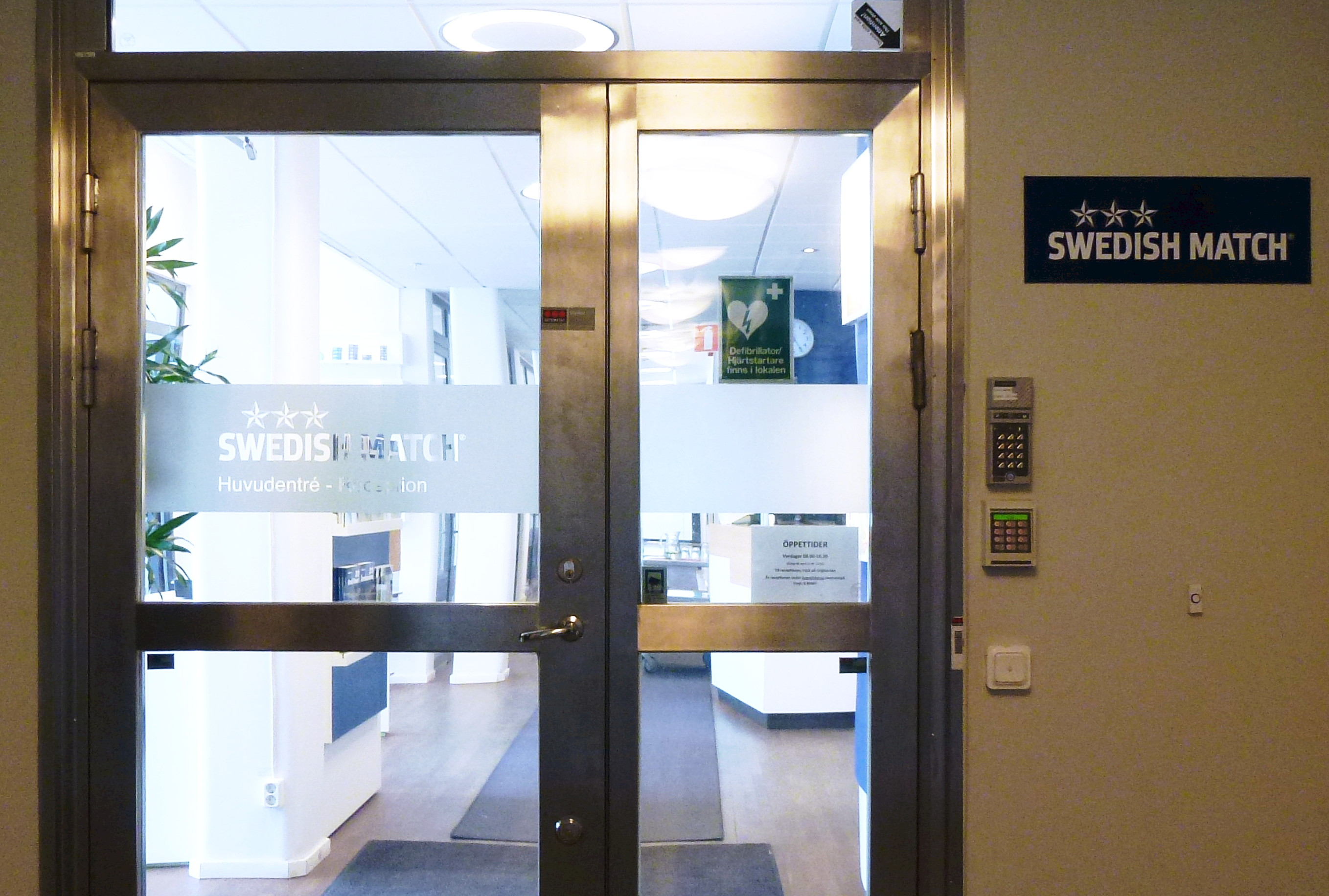
Swedish Matchs kontor i gamla fabriken, Tobaksmonopolets byggnad, Södermalm

Swedish Match AB, ursprungligen Svenska Tobaks AB (STA) och Svenska Tändsticks AB (STAB), är ett svenskt industriföretag med inriktning mot tobaksprodukter (snus, cigarrer, nikotinportioner och tuggtobak), tändstickor och tändare. Företaget säljer även rakhyvlar, batterier, lågenergilampor och tandpetare. Koncernen har ungefär 7 523 anställda (2021) i elva länder och produkterna säljs i mer än 100 länder.
Under 2021 hade Swedish Match 18,5 miljarder kronor  i nettoomsättning och redovisade ett rörelseresultatet för sina produktområden på 8,2 miljarder kronor. Rökfria produkter, såsom svenskt och amerikanskt snus stod för 67 procent av nettoomsättningen och 74 procent av rörelseresultatet. Swedish Match-aktien var sedan 1996 noterad på Nasdaq Stockholm. Aktien handlades även på Cboe och London Stock Exchange. Företaget köptes upp av Philip Morris International under 2022 och avnoterades från Stockholmsbörsen med sista handelsdag den 30 december 2022.

## Historik
Swedish Match har sitt ursprung i två företag: det statsägda Svenska Tobaksmonopolet, som bildades 1915, och Svenska Tändsticks Aktiebolaget (STAB), som grundades 1917.

### AB Svenska Tobaksmonopolet
År 1915 grundade svenska staten bolaget AB Svenska Tobaksmonopolet och förstatligade alla svenska tobaksfabriker med syfte att finansiera försvaret och svenska folkets pensionskassa.
Under 1960-talet avskaffades tobaksmonopolet (import-, försäljnings- och tillverkningsmonopol) i Sverige. Svenska Tobaksmonopolet ombildades då till det statsägda aktiebolaget Svenska Tobaks AB.
År 1971 överfördes tobakskoncernen till Statsföretag AB som under 1984 bytte namn till Procordia och börsnoterades 1989. Volvo förvärvade en andel i Procordia under 1990 och blev Procordias huvudägare tillsammans med den svenska staten.
Mellan 1968 och 1989 köptes det holländska cigarrföretaget Elisabeth Bas/La Paz (EBAS), den amerikanska tuggtobaktillverkaren The Pinkerton Tobacco Company och holländska cigarrtillverkaren Willem II för att internationalisera verksamheten.
År 1992 förvärvade Procordia tändsticks- och tändarverksamheten Swedish Match.

### Svenska Tändsticks AB (STAB)
År 1917 grundade Ivar Kreuger Svenska Tändsticks Aktiebolaget (STAB). STAB var en sammanslagning av AB Förenade Svenska Tändsticksfabriker och Jönköpings och Vulcans Tändsticksfabriks AB. År 1918 noterades STAB på Stockholms Fondbörs.
År 1930 hade bolaget 60 procent av världens hela tändsticksproduktion och var ägare till tändsticksföretag i 33 länder.
Efter Ivar Kreugers död 1932 förändrades ägarstrukturen i STAB och ett antal fabriker utanför Sverige avvecklades. Under 1938 sjönk STAB:s andel av världsproduktionen av tändstickor till cirka 20 procent.
När marknaden för tändstickor försämrades under 50-talet, sökte STAB nya verksamhetsområden och förvärvade ett 50-tal företag mellan 1968 och 1976.
År 1980 bytte Svenska Tändsticks AB namn till Swedish Match. År 1988 köptes företaget upp av Stora AB och såldes två år senare till Nederlight. 1992 köpte Procordia-koncernen Swedish Match.

### Swedish Match AB
År 1992 förvärvade Procordia tändsticks- och tändarverksamheten Swedish Match och koncernen bytte namn till Swedish Match. År 1994 förenades tobaks-, tändsticks- och tändarverksamheterna till en koncern och Volvo blev huvudägare.  År 1996 börsnoterades Swedish Match på Stockholmsbörsen  och Nasdaq.
År 1999 beslutade Swedish Match att avveckla cigarettverksamheten och fokusera på rökfria tobaksprodukter, cigarrer, tändstickor och tändare. Cigarettillverkningen såldes till Austria Tabak. Samma år ingick Swedish Match och tändsticksbolaget P.T Java Match Factory (Jamafac) ett samriskföretagsavtal för att stärka företagets ställning inom tändstickor och tändare i Sydostasien. Jamfac avyttrades under 2005 och har ett licensavtal med Swedish Match för att producera tändstickor samt distribuera Cricket-tändare i Indonesien.
År 2009 ingick Swedish Match ett samarbete med Philip Morris International och bildade samriskföretaget SWPM International. Båda parter har en ägarandel om 50 procent.  År 2015 träffar bolagen en överenskommelse om att avsluta joint venture-samarbetet.
År 2010 bildade Swedish Match och Scandinavian Tobacco Group (STG) ett nytt bolag med inriktning på cigarrer. Swedish Match tillförde hela sin cigarrverksamhet (med undantag av massmarknadscigarrer i USA) och piptobaksverksamhet till det nya bolaget. STG överförde i sin tur hela sin tobaksverksamhet. Det nya bolaget tog över namnet Scandinavian Tobacco Group. Swedish Match blev delägare med 49 procent i bolaget och återstående aktier ägs av Skandinavisk Holding A/S. Scandinavian Tobacco Group noterades på Nasdaq Köpenhamn under 2016 och Swedish Match sålde sitt aktieinnehav i bolaget året efter. Under 2017 och 2018 förvärvade bolaget två danskt privatägda bolag, V2Tobacco och Oliver Twist, samt ett privatägt svenskt företag lokaliserat i Romakloster på Gotland.

## Verksamhet
Swedish Match säljer snus, amerikanskt snus (moist snuff), nikotinportioner, tuggtobak, cigarrer, tändstickor och tändare.
Produkterna utvecklas, tillverkas, distribueras, marknadsförs och säljs via organisationens fyra affärsenheter. Företaget säljer även rakhyvlar, batterier, lågenergilampor och tandpetare i Brasilien.
- Europe Division
- US Division
- Lights Division
- SMD Logistics AB[3]

### Europe Division
Division tillverkar koncernens rökfria tobaksprodukter (snus, nikotinportioner och tuggtobak). Den är också ansvarig för produktion, produktutveckling, marknadsföring och försäljning av rökfria produkter internationellt (förutom Nordamerika). Huvudkontoret ligger i Sverige.

### US Division
Den amerikanska divisionen marknadsför och säljer snus, moist snuff, nikotinportioner och tuggtobak i USA. Den marknadsför och ansvarar även för logistik av massmarknadscigarrer på den amerikanska marknaden. Huvudkontoret ligger i USA.

### Lights Division
Divisionen tillverkar och marknadsför tändstickor, tändare och andra tändrelaterade produkter för marknader över hela världen. Den säljer även rakhyvlar, batterier, lågenergilampor och tandpetare. Huvudkontoret ligger i Sverige.

### SMD Logistics AB
Funktionen för distributionen, SMD Logistics AB distribuerar huvudsakligen tobaksprodukter till cirka 10 000 butiker på den svenska marknaden samt receptfria läkemedel till svensk handel. Huvudkontoret ligger i Sverige.

## Lokalisering 2021
Swedish Match har verksamhet i elva länder och tillverkar produkter i Brasilien, Danmark, Dominikanska republiken, Nederländerna, Filippinerna, Sverige och USA, i femton fabriker.
| Land                    | Verksamhet                                                              | Fabrik                                                  | Antal anställda |
| ----------------------- | ----------------------------------------------------------------------- | ------------------------------------------------------- | --------------- |
| Sverige                 | Huvudkontor, produktionsläggningar, distribution och försäljningskontor | Snus, nikotinportioner, tändstickor                     | 1 352           |
| USA                     | Produktionsläggningar och försäljningskontor                            | Amerikanskt snus, nikotinportioner, tuggtobak, cigarrer | 1 300           |
| Dominikanska republiken | Produktionsläggningar                                                   | Cigarrer                                                | 3 823           |
| Brasilien               | Produktionsläggningar och försäljningskontor                            | Tändare                                                 | 476             |
| Filippinerna            | Produktionsläggningar och försäljningskontor                            | Tändare                                                 | 265             |
| Nederländerna           | Produktionsläggningar och försäljningskontor                            | Tändare, tändrelaterade produkter                       | 109             |
| Norge                   | Försäljningskontor                                                      | Nej                                                     | 49              |
| Turkiet                 | Försäljningskontor                                                      | Nej                                                     | 14              |
| Belgien                 | Public affairs-kontor                                                   | Nej                                                     | 2               |
| Schweiz                 | Treasury- och försäljningskontor                                        | Nej                                                     | 12              |
| Danmark                 | Produktionsläggningar och försäljningskontor                            | Chew bags, tobacco bits, snus                           | 121             |

### Produktion av tändstickor och tändare
Swedish Match tillverkar säkerhetständstickor i Sverige och Brasilien.
Den affärsenhet som producerar tändstickor i Sverige är Swedish Match Industries AB.
Tändstickorna görs i Vetlanda och i Vulcans tändsticksfabrik i Tidaholm, som började tillverka tändstickor på 1800-talet.
95 procent av timmerkonsumtionen för tändstickor- och tändsticksaskproduktionen i Brasilien kommer från Swedish Matchs två egna plantager, som är del av brasilianska återplanteringsprojekt. 
Swedish Match tillverkar tändare i Filippinerna, Nederländerna och Brasilien.

### Personal, arbetsmiljö och säkerhet
Under 2021 hade Swedish Match ungefär 7 523 anställda, varav 37 procent kvinnor. Flest medarbetare fanns i USA, Sverige och Dominikanska republiken (86 procent).

## Marknad
Swedish Match säljer produkter i över 100 länder. De största marknaderna omsättningsmässigt är Skandinavien och USA. Snus, amerikanskt snus, nikotinportioner, cigarrer och tuggtobak står för merparten av Swedish Matchs försäljning och vinst. Under 2021 svarade de för 67 procent av omsättningen och 74 procent av rörelseresultatet.

### Snus och amerikanskt snus
Företagets viktigaste marknader för snus är Sverige och Norge och amerikanskt snus i USA där företaget säljer omkring 384 miljoner snusdosor per år, varav 253 miljoner dosor i Norden. Swedish Match är marknadsledare i Skandinavien och den tredje största aktören i USA. Under 2014 hade bolaget ett rörelseresultat för snus på 2,2 miljarder kronor.
- 12 procent av svenskarna snusar varje dag (av dem som är 16 år eller äldre) och andelen är högre bland män än kvinnor[65]
- 9 procent av den norska befolkningen snusar dagligen (av dem som är 16-74 år) varav merparten är män[66][67]

Snus har testlanseras i Kanada, Ryssland, Israel och Malaysia via samriskföretaget SWPM International som Swedish Match äger 50 procent av (Philip Morris äger den andra halvan). . Samarbetet med Philip Morris avslutades 2015. I juli 2009 såldes verksamheten i Sydafrika, inklusive snusvarumärket Taxi.

### Cigarrer
Swedish Match säljer cigarrer i USA där det produceras cirka 8,7 miljarder cigarrer per år, exklusive kategorin ”little cigars”. Swedish Match levererade 2 miljarder cigarrer under 2021 och hade 22 procents marknadsandelar.
Rörelseresultatet uppgick till omkring 1,9 miljard kronor. Swedish Match har varit delägare i Scandinavian Tobacco Group (STG) som tillverkar mer än 50 procent av världens piptobak samt är världens största producent av cigarrer.
Swedish Matchs andel i Scandinavian Tobacco Group (STG) såldes 2017.

### Tuggtobak
Swedish Match säljer tuggtobak i USA och är marknadsledande med en volymandel på ungefär 40 procent (2021). De tillverkar också tuggtobak åt konkurrenten National Tobacco. Därmed producerar Swedish Match ungefär två tredjedelar av all tuggtobak som säljs i USA. Konsumtionen av tuggtobak minskar i USA och marknaden  är beräknad till $275 miljoner (tillverkarnas försäljning).

### Tändstickor och tändare
Swedish Match tändstickor och tändare står för 7 procent av koncernens omsättning. De viktigaste marknaderna är Europa, Brasilien och Asien. Under 2021 tillverkade Swedish Match över 59 miljarder tändstickor och 325 miljoner tändare. De producerar och säljer tändarvarumärket Cricket samt tändsticksvarumärken som oftast är lokala t.ex. Solstickan i Sverige, Feudor i Frankrike och Fiat Lux i Brasilien.

### Varumärken
I tabellen nedan finns information om Swedish Matchs varumärken och marknadsandelar för 2021:
| Produkt                        | Varumärke                                                                             | Huvudsakliga marknader                                                  | Marknadsandelar                             | Konkurrenter                                               |
| ------------------------------ | ------------------------------------------------------------------------------------- | ----------------------------------------------------------------------- | ------------------------------------------- | ---------------------------------------------------------- |
| Snus                           | General, Ettan, Grov, Göteborgs Rapé, Catch Kronan,Kaliber, Nick & Johnny och The Lab | Sverige Norge                                                           | 59 procent                                  | Imperial Tobacco, BAT, Japan Tobacco International         |
| Nikotinportioner               | ZYN, VOLT, G.4, Swave                                                                 | Skandinavien och USA                                                    | 15 procent I Skandinavien, 64 procent i USA | Imperial Tobacco, BAT, Japan Tobacco International, Altria |
| Amerikanskt snus (moist snuff) | Longhorn, Timber Wolf, General                                                        | USA                                                                     | 9 procent                                   | Altria, BAT                                                |
| Cigarrer                       | White Owl, Garcia y Vega, Game by Garcia y Vega                                       | USA                                                                     | 22 procent                                  | Swisher, Altria, Imperial Tobacco                          |
| Tuggtobak                      | Red Man                                                                               | USA                                                                     | 40 procent                                  | National Tobacco, Reynolds American, Swisher               |
| Tändstickor                    | Solstickan, Fiat Lux, Swan, Feudor, Redheads, Tres Estrellas                          | Storbritannien, Skandinavien, Frankrike, Spanien, Australien, Brasilien | Marknadsledare                              |                                                            |
| Tändare                        | Crickets                                                                              | Ryssland, Brasilien, Skandinavien, Storbritannien, Frankrike, Asien     | Marknadsledare under 2021                   | Bic, Tokai, Flamagas                                       |

I Brasilien säljer Swedish Match rakhyvlar, batterier, lågenergilampor och tandpetare under varumärket Fiat Lux.

#### Snusvarumärken
General

General är det snusvarumärke som Swedish Match säljer mest av. Omkring 90 miljoner dosor säljs varje år i Sverige, Norge och USA. Snustillverkaren Johan A Boman skapade receptet 1866 och det tog honom fyra år innan han blev nöjd med det. Han använde de finaste delarna från tobaksplantan som sedan torkades i solljus, maldes för hand och lagrades en längre tid. Han blandade 22 sorters tobak och tillsatte bergamottolja. Bomans recept ligger till grund för General-produkterna som säljs av Swedish Match idag.
Ettan

Ettan är Sveriges äldsta registrerade snus som fortfarande finns till försäljning. Det utvecklades av snusfabrikören Jacob Fredrik Ljunglöf 1822. Han tog fram en egen tillverkningsmetod där han pastöriserade snuset och tillverkade det på en vecka istället för att fermentera snuset under flera månader, vilket var dåtidens snusberedning. Ljunglöfs snus såldes som färskvara och han byggde upp ett nätverk av distributörer för att leverera färskt snus över hela Sverige. Ettan som Swedish Match producerar idag innehåller tobak, vatten och salt vilket är samma ingredienser som på 1800-talet.
Göteborgs Rapé

Varumärket Göteborgs Rapé registrerades 1919 och har en historia daterad tillbaka till 1800-talet. Ordet rapé kommer från franskan och betyder rivet och härstammar från att den europeiska överklassen rev sin tobak med en rasp. Metoden har inget med hur detta snus framställdes under 1900-talet utan Rapé lades till i namnet för att positionera varumärket som exklusivt. Göteborgs Rapé var det första snus som kom i white portion i början av 1990-talet.
Grov

Grovsnus är ett grovmalet snus som lanserades som varumärke 1872 av tobaksfabriken W:m Hellgren & Co.
Catch

Catch är ett smaksatt snus som introducerades i Sverige 1984.
Kronan

Kronan lanserades 2005 och säljs inom mellanprissegmentet.
Röda Lacket

Röda Lacket är ett finkornigt snus som ursprungligen kommer från Petter Swartz snusfabrik i Norrköping och varumärket registrerades 1850.
Tre Ankare

Tre Ankare introducerades 1977 och är Swedish Match första portionssnus.
Probe

Probe lanserades 1994 som original portion och finns sedan 2001 som lössnus.
Nick and Johnny

Nick and Johnny lanserades i Norge 2006 och kom till Sverige året därpå.
The Lab Series

The Lab Series är en snusserie från Swedish Match som lanserades 2010 i Norge. Serien består av två produkter – 01 som är en original portion och 02 som är en nikotinstarkare variant. Prillorna är både längre och smalare än vanliga original portionsprillor för att kunna ligga bättre under läppen.

## Nyckelpersoner
Lars Dahlgren (född 1970) är Swedish Matchs VD och koncernchef sedan juni 2008.

Conny Carlsson (född 1955), ledamot sedan 2006, är styrelseordförande sedan 2007.
Efter årsstämman 2021 hade Swedish Match följande styrelse:
| Namn                    | Födelseår | Befattning              | Vald år |
| ----------------------- | --------- | ----------------------- | ------- |
| Conny Karlsson          | 1955      | Styrelseordförande      | 2007    |
| Charles A. Blixt        | 1951      | Ledamot                 | 2015    |
| Jacqueline Hoogerbrugge | 1963      | Ledamot                 | 2015    |
| Alexander Lacik         | 1965      | Ledamot                 | 2020    |
| Pauline Lindwall        | 1961      | Ledamot                 | 2017    |
| Sanna Suvanto-Harsaae   | 1966      | Ledamot                 | 2022    |
| Joakim Westh            | 1961      | Ledamot                 | 2011    |
| Patrik Engelbrektsson   | 1965      | Arbetstagarrepresentant | 2012    |
| Pär-Ola Olausson        | 1972      | Arbetstagarrepresentant | 2018    |
| Dragan Popovic          | 1973      | Arbetstagarrepresentant | 2017    |
| Niclas Bengtsson        | 1969      | Suppleant               | 2018    |
| Niclas Ed               | 1968      | Suppleant               | 2017    |
| Matthias Eklund         | 1980      | Suppleant               | 2019    |

VD och koncernchef
Swedish Match har haft följande verkställande direktörer och koncernchefer:
| Namn           | År        |
| -------------- | --------- |
| Göran Lindén   | 1996-98   |
| Lennart Sundén | 1998-2004 |
| Sven Hindrikes | 2004-08   |
| Lars Dahlgren  | 2008-     |

## Ägarstruktur
Företaget ägs främst av utländska och svenska institutioner. I slutet av 2021 var den andel som ägdes av utländska investerare 78,3 procent.
I december 2021 var enligt Euroclear Sweden de tio största aktieägarna i Swedish Match följande:
| Aktieägare                    | Antal aktier | Procent av kapitalet | Procent av rösterna |
| ----------------------------- | ------------ | -------------------- | ------------------- |
| Capital Group                 | 104 722 265  | 6,6                  | 6,8                 |
| Wellington Management         | 80 199 240   | 5,1                  | 5,2                 |
| BlackRock                     | 76 919 801   | 4,9                  | 5,0                 |
| Vanguard                      | 46 770 570   | 3,0                  | 3,1                 |
| Cedar Rock Capital            | 46 710 770   | 3,0                  | 3,1                 |
| Fidelity Investments (FMR)    | 41 862 905   | 2,6                  | 2,7                 |
| Fidelity International (FIL)  | 40 281 720   | 2,5                  | 2,6                 |
| GQG Partners                  | 35 699 604   | 2,3                  | 2,3                 |
| Gabelli/GAMCO                 | 30 733 500   | 1,9                  | 2,0                 |
| Government of Singapore (GIC) | 27 406 256   | 1,7                  | 1,8                 |
| Summa                         | 531 306 631  | 33,6                 | 34,7                |

## Tobaks- och nikotinfritt snussubstitut
Onico

Onico är det marknadsledande varumärket inom kategorin tobaks- och nikotinfria portionsprillor. Produkterna används som ett snusliknande alternativ av snusare som vill minska sitt nikotinintag.

## Samarbete med högskolor och universitet
Företaget är en av de främsta medlemmarna, benämnda Senior Partners, i Handelshögskolan i Stockholms partnerprogram för företag som bidrar finansiellt till Handelshögskolan i Stockholm och nära samarbetar med den vad gäller utbildning och forskning.